# Santa Clara (Utah)
Santa Clara – miasto w Stanach Zjednoczonych, w stanie Utah, w hrabstwie Washington.